# Vòng loại Giải bóng đá Vô địch U-19 Quốc gia 2024
Vòng loại Giải bóng đá Vô địch U-19 Quốc gia 2024 là quá trình vòng loại của Giải bóng đá Vô địch U-19 Quốc gia 2024, mùa giải thứ 19 của Giải bóng đá Vô địch U-19 Quốc gia do Liên đoàn bóng đá Việt Nam (VFF) tổ chức.
Tổng cộng có 12 đội sẽ đủ điều kiện để tham dự vòng chung kết, bao gồm cả những đội được đặc cách tham dự giải đấu với tư cách chủ nhà.

## Các đội bóng
Một số lượng kỷ lục 35 đội bóng đăng ký tham dự đã được ghi nhận cho giải đấu lần này. Các đội bóng được sắp xếp sẵn vào các bảng đấu dựa theo khu vực địa lý. Những đội bóng đóng vai trò là chủ nhà của bảng đấu vòng loại được đánh dấu bởi ký hiệu (H).
Lễ bốc thăm xếp lịch thi đấu vòng loại Giải bóng đá Vô địch U-19 Quốc gia 2024 đã diễn ra vào ngày 20 tháng 12 năm 2023 tại trụ sở VFF, Hà Nội.
| VT | Đội                      |
| -- | ------------------------ |
| A1 | Thể Công – Viettel (H)   |
| A2 | Trung tâm bóng đá Đào Hà |
| A3 | Thép Xanh Nam Định       |
| A4 | Hà Nội                   |
| A5 | PVF–CAND                 |

| VT | Đội               |
| -- | ----------------- |
| B1 | PVF (H)           |
| B2 | Công an Hà Nội    |
| B3 | Đông Á Thanh Hóa  |
| B4 | Luxury Hạ Long    |
| B5 | Hồng Lĩnh Hà Tĩnh |

| VT | Đội                 |
| -- | ------------------- |
| C1 | Huế (H)             |
| C2 | Sông Trà Quảng Ngãi |
| C3 | Quảng Nam           |
| C4 | Sông Lam Nghệ An    |
| C5 | SHB Đà Nẵng         |

| VT | Đội                          |
| -- | ---------------------------- |
| D1 | LPBank Hoàng Anh Gia Lai (H) |
| D2 | Khánh Hòa                    |
| D3 | Gama Vĩnh Phúc               |
| D4 | Kon Tum                      |
| D4 | Bình Định                    |

| VT | Đội            |
| -- | -------------- |
| E1 | Bình Phước (H) |
| E2 | Tây Ninh       |
| E3 | Phú Yên        |
| E4 | Lâm Đồng       |
| E5 | Đắk Lắk        |

| VT | Đội                   |
| -- | --------------------- |
| F1 | Bà Rịa – Vũng Tàu (H) |
| F2 | Becamex Bình Dương    |
| F3 | Thành phố Hồ Chí Minh |
| F4 | Long An               |
| F5 | Đồng Nai              |

| VT | Đội            |
| -- | -------------- |
| G1 | Tiền Giang (H) |
| G2 | Cần Thơ        |
| G3 | Đồng Tháp      |
| G4 | Vĩnh Long      |
| G5 | An Giang       |

| Rút lui                           |
| --------------------------------- |
| Bến Tre (rút lui sau khi đăng ký) |

## Thể thức
Các đội thi đấu vòng tròn hai lượt tại địa điểm tập trung, tính điểm xếp hạng ở mỗi bảng. 7 đội xếp thứ nhất, 4 đội xếp thứ nhì có thành tích tốt nhất ở 7 bảng đấu sẽ lọt vào vòng chung kết. Trường hợp đội chủ nhà vòng chung kết kết thúc vòng loại với vị trí trong nhóm 11 đội nêu trên, đội nhì bàng có thành tích tốt tiếp theo cũng sẽ giành quyền tham dự vòng chung kết.

### Các tiêu chí
Các đội được xếp hạng theo điểm (3 điểm cho 1 trận thắng, 1 điểm cho 1 trận hòa, 0 điểm cho 1 trận thua), và nếu bằng điểm, các tiêu chí sau đây được áp dụng theo thứ tự, để xác định thứ hạng:
1. Điểm trong các trận đối đầu trực tiếp giữa các đội bằng điểm;
2. Hiệu số bàn thắng thua trong các trận đối đầu trực tiếp giữa các đội bằng điểm;
3. Số bàn thắng ghi được trong các trận đối đầu trực tiếp giữa các đội bằng điểm;
4. Nếu có nhiều hơn hai đội bằng điểm, và sau khi áp dụng tất cả các tiêu chí đối đầu ở trên, một nhóm nhỏ các đội vẫn còn bằng điểm nhau, tất cả các tiêu chí đối đầu ở trên được áp dụng lại cho riêng nhóm này;
5. Hiệu số bàn thắng thua trong tất cả các trận đấu bảng;
6. Số bàn thắng ghi được trong tất cả các trận đấu bảng;
7. Sút luân lưu nếu chỉ có hai đội bằng điểm và họ gặp nhau trong trận cuối cùng của bảng;
8. Điểm kỷ luật (thẻ vàng = –1 điểm, thẻ đỏ gián tiếp (2 thẻ vàng) = –3 điểm, thẻ đỏ trực tiếp = –3 điểm, thẻ vàng và thẻ đỏ trực tiếp = –4 điểm);
9. Bốc thăm.

## Lịch thi đấu
| Lượt đấu    | Ngày                |
| ----------- | ------------------- |
| Lượt đấu 1  | 7 tháng 1 năm 2024  |
| Lượt đấu 2  | 9 tháng 1 năm 2024  |
| Lượt đấu 3  | 12 tháng 1 năm 2024 |
| Lượt đấu 4  | 14 tháng 1 năm 2024 |
| Lượt đấu 5  | 17 tháng 1 năm 2024 |
| Lượt đấu 6  | 19 tháng 1 năm 2024 |
| Lượt đấu 7  | 22 tháng 1 năm 2024 |
| Lượt đấu 8  | 24 tháng 1 năm 2024 |
| Lượt đấu 9  | 27 tháng 1 năm 2024 |
| Lượt đấu 10 | 29 tháng 1 năm 2024 |

## Đội hình
Các cầu thủ sinh từ ngày 1 tháng 1 năm 2005 đến ngày 31 tháng 12 năm 2008 có đủ điều kiện để tham dự giải đấu. Mỗi đội bóng phải đăng ký một đội hình tối thiểu 18 cầu thủ và tối đa 30 cầu thủ. Trong đó, danh sách phải có tối thiểu 2 thủ môn và tối đa 1 cầu thủ nước ngoài gốc Việt Nam (Quy định mục 7.1).

## Các bảng đấu

### Bảng A
Các trận đấu diễn ra tại Trung tâm thể thao Viettel, Hà Nội.
| VT | Đội                      | ST | T | H | B | BT | BB | HS  | Đ  | Giành quyền tham dự |      | TCVT | HNFC | PCA | NĐFC | TTĐH |
| -- | ------------------------ | -- | - | - | - | -- | -- | --- | -- | ------------------- | ---- | ---- | ---- | --- | ---- | ---- |
| 1  | Thể Công – Viettel (H)   | 8  | 6 | 1 | 1 | 35 | 8  | +27 | 19 | Vòng chung kết      |      | —    | 0–1  | 3–1 | 6–1  | 6–0  |
| 2  | Hà Nội                   | 8  | 6 | 1 | 1 | 28 | 6  | +22 | 19 | Vòng chung kết      |      | 0–4  | —    | 3–0 | 6–1  | 8–0  |
| 3  | PVF–CAND                 | 8  | 3 | 2 | 3 | 18 | 14 | +4  | 11 |                     |      | 3–3  | 1–1  | —   | 0–1  | 6–0  |
| 4  | Nam Định                 | 8  | 3 | 0 | 5 | 16 | 24 | −8  | 9  |                     | 2–3  | 0–4  | 2–4  | —   | 6–1  |      |
| 5  | Trung tâm bóng đá Đào Hà | 8  | 0 | 0 | 8 | 2  | 47 | −45 | 0  |                     | 0–10 | 0–5  | 1–3  | 0–3 | —    |      |

| Trung tâm bóng đá Đào Hà                                    | 1–3      | PVF–CAND |
| ----------------------------------------------------------- | -------- | --- |
| - Lê Công Dương 31' - Trần Bá Tú 50' - Trần Đăng Nghiệp 57' | Chi tiết | - Phạm Lê Triệu 6' - Nguyễn Khánh Hoàng 19' - Mai Trần Nhật Minh 56' - Trịnh Long Vũ 67' 72' - Bùi Huy Đăng 70' |

| Thể Công – Viettel | 6–1      | Nam Định                                                          |
| --- | -------- | ----------------------------------------------------------------- |
| - Đặng Thanh Bình 2' - Đoàn Thế Phong 4' - Hoàng Công Hậu 33' - Nguyễn Công Phương 49', 72' - Vũ Đình Chiến 67' - Nguyễn Hoàng Khanh 90' | Chi tiết | - Ngô Văn Tráng 43' 60' - Tạ Xuân Trường 87' - Chu Minh Cao 90+2' |

| Hà Nội | 8–0      | Trung tâm bóng đá Đào Hà               |
| --- | -------- | -------------------------------------- |
| - Nguyễn Bá Dũng 31' - Lê Trí Phong 34', 52' - Dương Đình Nguyên 34', 88' - Đăng Gia Bảo 45+2' - Đoàn Phú Quý 53' - Nguyễn Xuân Toàn 70' - Nguyễn Hữu Hoàng 58' 75' | Chi tiết | - Đàm Anh Tú 45' - Nguyễn Tiến Đạt 62' |

| PVF–CAND | 3–3      | Thể Công – Viettel |
| --- | -------- | --- |
| - Trần Hoàng Khanh 5' - Mai Trần Nhật Minh 52' - Bùi Duy Đăng 57' - Nguyễn Thành Long 63' - Trịnh Long Vũ 70' - Phạm Lê Triệu 72' - Lê Nguyễn Quốc Kiên 90+2' | Chi tiết | - Phạm Tuấn Anh 4' - Vũ Quốc Anh 28' - Vũ Đình Chiến 45' - Trần Đức Duy 70' - Hoàng Công Hậu 69' - Nguyễn Hoàng Khanh 72' - Đặng Thanh Bình 87' |

| Trung tâm bóng đá Đào Hà | 0–3      | Nam Định                                                                        |
| ------------------------ | -------- | ------------------------------------------------------------------------------- |
|                          | Chi tiết | - Trần Văn Hà 45+1' - Ngô Thọ Đức 52' - Tạ Xuân Trường 55' - Trần Văn Thành 87' |

| PVF–CAND                    | 1–1      | Hà Nội                                                          |
| --------------------------- | -------- | --------------------------------------------------------------- |
| Hoàng Trọng Duy Khang 90+3' | Chi tiết | - Lê Trí Phong 84' - Nguyễn Xuân Toàn 85' - Phạm Đình Hải 90+2' |

| Hà Nội | 0–4      | Thể Công – Viettel                                                                                            |
| ------ | -------- | --- |
|        | Chi tiết | - Tiêu Trung Hiếu 20' 76' - Đoàn Thế Phong 22' - Nguyễn Công Phương 64' - Huỳnh Kim Huy 72' - Vũ Quốc Anh 74' |

| Nam Định | 2–4      | PVF–CAND |
| --- | -------- | --- |
| - Tạ Xuân Trường 59' - Vũ Hải Đăng 80' - Trần Văn Hà 16' - Lại Hữu Việt 50' - Phạm Hồng Phú (HLV trưởng) 67' - Nguyễn Đắc Hoà Phát 80' - Đỗ Xuân Tiến 85' - Đỗ Ngọc Minh 90+1' | Chi tiết | - Nguyễn Đức Nhật 9' - Trịnh Long Vũ 15', 47' - Phạm Lê Triệu 51' - Lê Anh Đức 68' - Mai Trần Nhật Minh 73' - Nguyễn Đức Nhật 76' - Nguyễn Phạm Huy Phong 80' 90+3' |

| Nam Định         | 0–4      | Hà Nội                                                                                       |
| ---------------- | -------- | -------------------------------------------------------------------------------------------- |
| Đỗ Xuân Tiến 89' | Chi tiết | - Dương Đình Nguyên 19' - Nguyễn Xuân Toàn 34' - Hoàng Văn Tuyến 70' - Nguyễn Anh Tiệp 90+1' |

| Thể Công – Viettel | 6–0      | Trung tâm bóng đá Đào Hà |
| --- | -------- | ------------------------ |
| - Huỳnh Kim Huy 29', 45' - Phạm Anh Tú 77', 82' - Nguyễn Hoàng Khanh 83' - Phạm Xuân Thắng 90' - Nguyễn Văn Đức 26' - Hồ Sỹ Trường Sơn 57' | Chi tiết |                          |

| Nam Định | 2–3      | Thể Công – Viettel                                                                                          |
| --- | -------- | --- |
| - Nguyễn Tiến Việt 7' - Ngô Thọ Đức 29' - Đỗ Ngọc Minh 33' - Đinh Văn Bắc 52' - Tạ Xuân Trường 56' - Trần Văn Hà 90' | Chi tiết | - Tiêu Trung Hiếu 30' 45+2' - Huỳnh Kim Huy 32' - Vũ Đình Chiến 56' - Đặng Thanh Bình 63' - Phạm Anh Tú 85' |

| PVF–CAND | 6–0      | Trung tâm bóng đá Đào Hà   |
| --- | -------- | -------------------------- |
| - Trịnh Long Vũ 35' - Nguyễn Hoàng Khanh 45' - Hoàng Trọng Duy Khang 48' - Đỗ Thành Trung 72' - Lê Anh Đức 84' - Nguyễn Đức Nhật 88' | Chi tiết | - Nguyễn Bùi Tuấn Hùng 41' |

| Thể Công – Viettel                                                                                          | 3–1      | PVF–CAND            |
| --- | -------- | ------------------- |
| - Vũ Quốc Anh 35' - Trịnh Long Vũ 52' (l.n.) - Phạm Anh Tú 83' - Vũ Đình Chiến 48' - Nguyễn Công Phương 80' | Chi tiết | - Trịnh Long Vũ 49' |

| Trung tâm bóng đá Đào Hà | 0–5      | Hà Nội |
| ------------------------ | -------- | --- |
|                          | Chi tiết | - Nguyễn Cảnh Tài 17' - Trần Văn Vẫn 45+1' - Dương Đình Nguyên 61' - Nguyễn Thiên Phú 85' - Nguyễn Anh Tiệp 89' |

| Nam Định | 6–1      | Trung tâm bóng đá Đào Hà |
| --- | -------- | ------------------------ |
| - Tạ Xuân Trường 24', 56' - Ngô Văn Tráng 58' 58' - Vũ Hải Đăng 65' - Đỗ Xuân Tiến 73' - Lê Nam Long 89' - Tạ Tuấn Anh 40' | Chi tiết | - Lê Công Dương 61'      |

| Hà Nội | 3–0      | PVF–CAND                    |
| --- | -------- | --------------------------- |
| - Dương Đình Nguyên 55' - Nguyễn Anh Tiệp 68' - Nguyễn Thiên Phú 73' - Nguyễn Cảnh Tài 55' - Hoàng Văn Tuyến 64' - Nguyễn Xuân Toàn 86' | Chi tiết | - Nguyễn Trần Nhật Minh 83' |

| Hà Nội                 | 1–0      | Thể Công – Viettel                                                 |
| ---------------------- | -------- | ------------------------------------------------------------------ |
| - Lê Trí Phong 63' 65' | Chi tiết | - Nguyễn Đức Độ 21' - Nguyễn Hoàng Khanh 61' - Đặng Thanh Bình 90' |

| PVF–CAND | 0–1      | Nam Định                                                                            |
| -------- | -------- | ----------------------------------------------------------------------------------- |
|          | Chi tiết | - Đinh Văn Bắc 37' - Hoàng Tùng Dương 33' - Nguyễn Tiến Việt 74' - Lại Hữu Việt 87' |

| Hà Nội | 6–1      | Nam Định                                    |
| --- | -------- | ------------------------------------------- |
| - Bùi Đức Vinh Quang 30' (l.n.) - Hoàng Văn Tuyến 37' 61' - Nguyễn Anh Tiệp 64' - Nguyễn Cảnh Tài 70' - Nguyễn Quốc Khánh 84' - Nguyễn Thiên Phú 89' | Chi tiết | - Tạ Xuân Trường 14' 41' - Lê Minh Hiếu 86' |

| Trung tâm bóng đá Đào Hà | 0–10     | Thể Công – Viettel |
| ------------------------ | -------- | --- |
| - Nguyễn Long Phi 14'    | Chi tiết | - Nguyễn Quang Linh 12' (ph.đ.) - Phạm Xuân Thắng 22' - Hoàng Công Hậu 29' - Đoàn Thế Phong 31' - Phạm Tuấn Anh 34' - Vũ Đình Chiến 52', 78' - Phạm Anh Tú 57' - Nguyễn Minh Kỳ 69', 73' |

### Bảng B
Các trận đấu diễn ra tại Trung tâm đào tạo bóng đá trẻ PVF - Bộ Công an, tỉnh Hưng Yên.
| VT | Đội               | ST | T | H | B | BT | BB | HS  | Đ  | Giành quyền tham dự |     | PVF | ĐATH | CAHN | HLHT | LHL |
| -- | ----------------- | -- | - | - | - | -- | -- | --- | -- | ------------------- | --- | --- | ---- | ---- | ---- | --- |
| 1  | PVF (H)           | 8  | 7 | 1 | 0 | 33 | 6  | +27 | 22 | Vòng chung kết      |     | —   | 1–1  | 3–1  | 2–1  | 5–0 |
| 2  | Đông Á Thanh Hóa  | 8  | 6 | 1 | 1 | 25 | 9  | +16 | 19 | Vòng chung kết      |     | 1–5 | —    | 3–2  | 5–0  | 2–0 |
| 3  | Công an Hà Nội    | 8  | 3 | 1 | 4 | 9  | 20 | −11 | 10 |                     |     | 2–6 | 0–8  | —    | 0–0  | 2–0 |
| 4  | Hồng Lĩnh Hà Tĩnh | 8  | 2 | 1 | 5 | 7  | 15 | −8  | 7  |                     | 0–4 | 1–3 | 0–1  | —    | 1–0  |     |
| 5  | Luxury Hạ Long    | 8  | 0 | 0 | 8 | 0  | 24 | −24 | 0  |                     | 0–7 | 0–2 | 0–1  | 0–4  | —    |     |

| Công an Hà Nội                            | 0–0      | Hồng Lĩnh Hà Tĩnh    |
| ----------------------------------------- | -------- | -------------------- |
| - Trần Đức Bình 40' - Hoàng Mạnh Hùng 46' | Chi tiết | - Trần Ngọc Dũng 63' |

| PVF                                                                                    | 1–1      | Đông Á Thanh Hóa                                                                                 |
| -------------------------------------------------------------------------------------- | -------- | ------------------------------------------------------------------------------------------------ |
| - Bùi Hoàng Sơn 45+2' - Nguyễn Văn Bách 45+3' - Nguyễn Lê Phát 54' - Lê Thắng Long 57' | Chi tiết | - Lê Ngọc Đăng 45+3' - Nguyễn Trọng Đại Nghĩa 60' - Ni Ka Ta (Trợ lí HLV) 86' - Hoàng Anh Tú 89' |

| Hồng Lĩnh Hà Tĩnh                        | 0–4      | PVF |
| ---------------------------------------- | -------- | --- |
| - Trần Ngọc Dung 57' - Trần Đức Hùng 74' | Chi tiết | - Lê Nguyễn Quốc Trung 5' - Nguyễn Lê Phát 76' - Lê Thắng Long 83' 59' - Nguyễn Văn Bách 90+2' - Nguyễn Sỹ Mạnh Dũng 22' - Khúc Trung Hiếu 41' - Đoàn Huy Long 43' |

| Luxury Hạ Long | 0–1      | Công an Hà Nội                             |
| -------------- | -------- | ------------------------------------------ |
|                | Chi tiết | - Nguyễn Hiền Lương 8' - Trần Đức Bình 47' |

| Hồng Lĩnh Hà Tĩnh   | 1–0      | Luxury Hạ Long                             |
| ------------------- | -------- | ------------------------------------------ |
| Nguyễn Quang Lê 60' | Chi tiết | - Nguyễn Võ Tài 22' - Nguyễn Ngọc Khoa 77' |

| Công an Hà Nội                                                           | 0–8      | Đông Á Thanh Hóa |
| ------------------------------------------------------------------------ | -------- | --- |
| - Giang Đức Quyền 21' 40' - Nguyễn Tài Duy Anh 51' - Vũ Thành Công 90+1' | Chi tiết | - Nguyễn Văn Nguyên 10' - Nguyễn Ngọc Cường 26' - Trần Quang Vinh 41' - Hoàng Anh Tú 45+1' - Hà Văn Kiệt 53' - Lê Đức Phát 55' - Lê Văn Thuận 82', 85' - Lê Bá Nam 90' |

| Luxury Hạ Long      | 0–7      | PVF |
| ------------------- | -------- | --- |
| - Phan Tuấn Bảo 45' | Chi tiết | - Nguyễn Lê Phát 5', 19' - Trần Gia Hưng 33' - Nguyễn Trọng Đức Vũ 58', 85' - Khúc Trọng Hiếu 59' - Phùng Quang Tú 78' |

| Đông Á Thanh Hóa                                                                                             | 5–0      | Hồng Lĩnh Hà Tĩnh     |
| --- | -------- | --------------------- |
| - Nguyễn Trọng Đại Nghĩa 45+2' - Hà Văn Kiệt 55' - Triệu Văn San 76' - Lê Bá Nam 81', 90' - Lê Văn Thuận 83' | Chi tiết | - Nguyễn Quang Lê 50' |

| PVF                                                    | 3–1      | Công an Hà Nội                                                 |
| ------------------------------------------------------ | -------- | -------------------------------------------------------------- |
| - Nguyễn Sỹ Mạnh Dũng 22' 64' - Bùi Hoàng Sơn 79', 84' | Chi tiết | - Nguyễn Hiền Lương 20' 70' - Phạm Việt Cường (trợ lý HLV) 70' |

| Đông Á Thanh Hóa                          | 2–0      | Luxury Hạ Long                           |
| ----------------------------------------- | -------- | ---------------------------------------- |
| - Nguyễn Ngọc Cường 45' - Hà Văn Kiệt 72' | Chi tiết | - Phạm Tuấn Bảo 26' - Nguyễn Duy Đạt 44' |

| Hồng Lĩnh Hà Tĩnh    | 0–1      | Công an Hà Nội |
| -------------------- | -------- | --- |
| - Đăng Đức Quang 53' | Chi tiết | - Nguyễn Quý Việt 61' - Hoàng Mạnh Hùng 50' - Trần Đức Lương 55' - Nguyễn Tài Duy Anh 81' - Trần Công Thế Bảo 87' - Trần Đức Bình 90+1' |

| Đông Á Thanh Hóa                                         | 1–5      | PVF |
| -------------------------------------------------------- | -------- | --- |
| - Lê Văn Thuận 89' - Hà Duy Khánh 34' - Đỗ Quyền Anh 62' | Chi tiết | - Bùi Hoàng Sơn 9', 41' - Lê Nguyễn Quốc Trung 37' - Trần Gia Hưng 50' - Đào Quang Anh 64' - Nguyễn Quốc Khánh 52' |

| PVF                            | 2–1      | Hồng Lĩnh Hà Tĩnh      |
| ------------------------------ | -------- | ---------------------- |
| - Nguyễn Sỹ Mạnh Dũng 26', 31' | Chi tiết | - Nguyễn Duy Khánh 77' |

| Công an Hà Nội                                | 2–0      | Luxury Hạ Long      |
| --------------------------------------------- | -------- | ------------------- |
| - Nguyễn Hiền Lương 34' - Nguyễn Đức Hùng 40' | Chi tiết | - Nguyễn Vũ Tài 63' |

| Đông Á Thanh Hóa                                                                 | 3–2      | Công an Hà Nội                                                                             |
| -------------------------------------------------------------------------------- | -------- | ------------------------------------------------------------------------------------------ |
| - Lê Văn Hoàn 33' - Lê Văn Thuận 74', 76' - Lê Đức Phát 24' - Hoàng Anh Tú 90+5' | Chi tiết | - Giang Đức Quyền 48' - Nguyễn Hiền Lương 36' 72' - Hà Trọng Tuyên 28' - Trần Đức Bình 50' |

| Luxury Hạ Long                                                                                    | 0–4      | Hồng Lĩnh Hà Tĩnh |
| ------------------------------------------------------------------------------------------------- | -------- | ----------------- |
| - Nguyễn Huy Hoàng Phú 3' 67' - Tăng Ngọc Quân 37' - Nguyễn Quang Lê 45+1' 53' - Lê Sinh Hùng 59' | Chi tiết |                   |

| PVF | 5–0      | Luxury Hạ Long |
| --- | -------- | -------------- |
| - Lê Minh Nhật 9' - Lê Ngọc Hưng 34' - Nguyễn Trong Đức Vũ 40' - Đào Quang Anh 79' - Khúc Trọng Hiếu 88' | Chi tiết |                |

| Hồng Lĩnh Hà Tĩnh                          | 1–3      | Đông Á Thanh Hóa                                            |
| ------------------------------------------ | -------- | ----------------------------------------------------------- |
| - Đăng Đức Quang 84' - Nguyễn Văn Phúc 87' | Chi tiết | - Hà Duy Khánh 14' - Trần Quang Vinh 25' - Hà Duy Khánh 71' |

| Công an Hà Nội                                          | 2–6      | PVF |
| ------------------------------------------------------- | -------- | --- |
| - Lê Nguyễn Quốc Trung 28' (l.n.) - Hoàng Mạnh Hùng 87' | Chi tiết | - Nguyễn Quốc Toản 44' - Đào Quang Anh 52' - Nguyễn Trọng Đức Vũ 74' - Bùi Hoàng Sơn 76', 78' - Lê Ngọc Hưng 84' |

| Luxury Hạ Long                          | 0–2      | Đông Á Thanh Hóa                                                                      |
| --------------------------------------- | -------- | ------------------------------------------------------------------------------------- |
| - Lâm Gia Bảo 18' - Nguyễn Vũ Tài 90+1' | Chi tiết | - Hà Văn Kiệt 19' - Lê Văn Hoàn 85' - Lê Ngọc Đông 27' - Nguyễn Trọng Đại Nghĩa 90+1' |

### Bảng C
Các trận đấu diễn ra tại sân vận động Tự Do, tỉnh Thừa Thiên Huế.
| VT | Đội                 | ST | T | H | B | BT | BB | HS  | Đ  | Giành quyền tham dự |     | SLNA | HUE | SĐN | QNFC | STQN |
| -- | ------------------- | -- | - | - | - | -- | -- | --- | -- | ------------------- | --- | ---- | --- | --- | ---- | ---- |
| 1  | Sông Lam Nghệ An    | 8  | 6 | 1 | 1 | 23 | 5  | +18 | 19 | Vòng chung kết      |     | —    | 2–1 | 2–1 | 4–0  | 7–0  |
| 2  | Huế (H)             | 8  | 5 | 2 | 1 | 22 | 7  | +15 | 17 | Vòng chung kết      |     | 2–1  | —   | 1–0 | 1–1  | 6–0  |
| 3  | SHB Đà Nẵng         | 8  | 2 | 4 | 2 | 11 | 6  | +5  | 10 |                     |     | 0–0  | 1–1 | —   | 2–2  | 2–0  |
| 4  | Quảng Nam           | 8  | 2 | 3 | 3 | 16 | 14 | +2  | 9  |                     | 1–2 | 2–5  | 0–0 | —   | 6–0  |      |
| 5  | Sông Trà Quảng Ngãi | 8  | 0 | 0 | 8 | 0  | 40 | −40 | 0  |                     | 0–5 | 0–5  | 0–5 | 0–4 | —    |      |

| Sông Trà Quảng Ngãi | 0–5      | SHB Đà Nẵng                                                                                     |
| ------------------- | -------- | ----------------------------------------------------------------------------------------------- |
|                     | Chi tiết | - Mai Quốc Tú 52' - Nguyễn Công Tuấn Anh 67', 68' - Dương Ngọc Diễn 73' - Lê Nguyễn Văn Thọ 76' |

| Huế                        | 1–1      | Quảng Nam                                                                                                 |
| -------------------------- | -------- | --- |
| - Võ Văn Tuấn Kiệt 58' 79' | Chi tiết | - Kpuih Anh 29' - Võ Trọng Nguyên 40' - Võ Minh Quang 52' 90+3' - Huỳnh Gia Bảo 77' - Trần Thanh Bình 88' |

| Sông Lam Nghệ An                                                                      | 7–0      | Sông Trà Quảng Ngãi |
| ------------------------------------------------------------------------------------- | -------- | ------------------- |
| - Nguyễn Văn Linh 18', 45+1' - Phùng Văn Nam 32', 62' - Lê Đình Long Vũ 37', 57', 67' | Chi tiết |                     |

| SHB Đà Nẵng | 1–1      | Huế                                                                                          |
| --- | -------- | -------------------------------------------------------------------------------------------- |
| - Nguyễn Ngọc Hoan 7' - Nguyễn Trung Nguyên 32' - Nguyễn Văn Nam 77' 62' - Dương Ngọc Diễn 82' - Nguyễn Văn Tiến 82' - Mai Quốc Tú 90+7' | Chi tiết | - Đào Quốc Long 90+5' - Nguyễn Bá Đức 17' - Nguyễn Hữu Nhật Long 68' - Trương Quang Hoàn 77' |

| Sông Trà Quảng Ngãi | 0–4      | Quảng Nam |
| ------------------- | -------- | --- |
| - Trần Văn Lịch 81' | Chi tiết | - Nguyễn Nhật Toàn 19' - Lê Văn Quang Duyệt 21' - Nguyễn Phú Anh Tuấn 40' - Nguyễn Đức Trường 54' - Lê Công Vinh 77' - Trần Triệu Anh Khoa 90+2' |

| SHB Đà Nẵng                          | 0–0      | Sông Lam Nghệ An     |
| ------------------------------------ | -------- | -------------------- |
| - Mai Quốc Tú 16' - Bùi Nhật Anh 53' | Chi tiết | - Nguyễn Văn Tâm 58' |

| Quảng Nam | 0–0      | SHB Đà Nẵng |
| --- | -------- | ----------- |
| - Lê Văn Quang Duyệt 34' - Lê Minh Triết 70' - Võ Minh Quang 90+1' - Nguyễn Thành Vinh 90+1' - Đặng Đức Nhật (HLV) 90+1' | Chi tiết |             |

| Sông Lam Nghệ An                                   | 2–1      | Huế                     |
| -------------------------------------------------- | -------- | ----------------------- |
| - Nguyễn Trọng Sơn 7', 45+2' - Lê Đình Long Vũ 89' | Chi tiết | - Trương Quang Hoàn 64' |

| Quảng Nam                                                             | 1–2      | Sông Lam Nghệ An                             |
| --------------------------------------------------------------------- | -------- | -------------------------------------------- |
| - Nguyễn Đức Trường 39' - Nguyễn Nhật Hoàng 61' - Trần Thanh Bình 71' | Chi tiết | - Nguyễn Trọng Sơn 13' - Phùng Văn Nam 90+5' |

| Huế | 6–0      | Sông Trà Quảng Ngãi |
| --- | -------- | ------------------- |
| - Nguyễn Đăng Khoa 3' - Vi Đình Thượng 19' - Bùi Công Chinh 26' - Dương Anh Vũ 65', 85' - Hồ Thanh Tuấn Anh 71' | Chi tiết | - Trần Hải Anh 18'  |

| SHB Đà Nẵng                                             | 2–0      | Sông Trà Quảng Ngãi |
| ------------------------------------------------------- | -------- | ------------------- |
| - Nguyễn Văn Chánh Quyền 14' - Trần Trương Gia Phúc 83' | Chi tiết |                     |

| Quảng Nam                                       | 2–5      | Huế |
| ----------------------------------------------- | -------- | --- |
| - Lê Văn Quang Duyệt 1' - Nguyễn Đức Trường 12' | Chi tiết | - Võ Văn Tuấn Kiệt 24' - Nguyễn Đăng Khoa 35' - Dương Anh Vũ 40' 64' - Đào Quốc Long 74' - Mai Xuân Sơn 86' - Lê Xuân Đăng 57' |

| Sông Trà Quảng Ngãi | 0–5                     | Sông Lam Nghệ An |
| ------------------- | ----------------------- | --- |
|                     | Chi tiết Chi tiết (TTH) | - Phạm Nguyễn Quốc Trung 12' (ph.đ.) - Trần Quốc Hòa 29' - Nguyễn Trọng Sơn 32' - Trương Văn Tuyển 26' - Bùi Quốc Huy 72' |

| Huế | 1–0      | SHB Đà Nẵng                                                              |
| --- | -------- | ------------------------------------------------------------------------ |
| - Nguyễn Minh Tuấn 74' (l.n.) - Nguyễn Lương Tiến Khải 76' - Nguyễn Đình Hải (trợ lý HLV) 76' - Mai Xuân Sơn 87' - Nguyễn Phúc Nguyên 90+5' | Chi tiết | - Lê Nguyễn Văn Thọ 22' - Bùi Quốc Thanh Tùng 73' - Nguyễn Minh Tuấn 78' |

| Quảng Nam | 6–0      | Sông Trà Quảng Ngãi |
| --- | -------- | ------------------- |
| - Lê Tuấn Anh 28' - Nguyễn Xuân Việt 30' - Bạch Văn Chiến 41' (l.n.) - Nguyễn Bá Thanh 27' 80' - Nguyễn Hoàng Khang 88' - Hồ Việt Hưng 89' - Nguyễn Nhật Hoàng 34' - Nguyễn Thành Huy Bảo 68' | Chi tiết |                     |

| Sông Lam Nghệ An | 2–1      | SHB Đà Nẵng          |
| --- | -------- | -------------------- |
| - Lê Đình Long Vũ 10' 90+4' - Phùng Văn Nam 30' - Phạm Nguyễn Quốc Trung 65' - Phan Văn Thành 70' - Nguyễn Bảo Ngọc 82' | Chi tiết | - Huỳnh Minh Anh 25' |

| SHB Đà Nẵng                                 | 2–2      | Quảng Nam                                |
| ------------------------------------------- | -------- | ---------------------------------------- |
| - Dương Ngọc Diễn 58' - Nguyễn Văn Kì 90+3' | Chi tiết | - Trần Việt Quốc 69' - Võ Minh Quang 82' |

| Huế                                    | 2–1      | Sông Lam Nghệ An      |
| -------------------------------------- | -------- | --------------------- |
| - Đào Quốc Long 67' - Lê Xuân Đăng 76' | Chi tiết | - Phùng Văn Nam 90+3' |

| Sông Lam Nghệ An                                                     | 4–0      | Quảng Nam           |
| -------------------------------------------------------------------- | -------- | ------------------- |
| - Bùi Thanh Đức 8' - Lê Đình Long Vũ 33', 48' - Nguyễn Trọng Sơn 40' | Chi tiết | - Huỳnh Gia Bảo 75' |

| Sông Trà Quảng Ngãi | 0–5      | Huế |
| ------------------- | -------- | --- |
|                     | Chi tiết | - Dương Anh Vũ 45' - Nguyễn Đăng Khoa 45+1' - Lê Xuân Đăng 48' - Trương Quang Hoàn 79' - Lê Xuân Tú 82' |

### Bảng D
Các trận đấu diễn ra tại Trung tâm huấn luyện thể thao Hàm Rồng, tỉnh Gia Lai.
| VT | Đội                          | ST | T | H | B | BT | BB | HS  | Đ  | Giành quyền tham dự |     | LPHA | KHF | BĐF | KTF | GVP |
| -- | ---------------------------- | -- | - | - | - | -- | -- | --- | -- | ------------------- | --- | ---- | --- | --- | --- | --- |
| 1  | LPBank Hoàng Anh Gia Lai (H) | 8  | 7 | 1 | 0 | 22 | 3  | +19 | 22 | Vòng chung kết      |     | —    | 2–1 | 4–0 | 3–0 | 2–0 |
| 2  | Khánh Hòa                    | 8  | 5 | 2 | 1 | 18 | 6  | +12 | 17 | Vòng chung kết      |     | 2–2  | —   | 0–0 | 4–2 | 3–0 |
| 3  | Bình Định                    | 8  | 4 | 1 | 3 | 10 | 7  | +3  | 13 |                     |     | 0–1  | 0–1 | —   | 2–0 | 3–0 |
| 4  | Kon Tum                      | 8  | 2 | 0 | 6 | 8  | 24 | −16 | 6  |                     | 0–5 | 0–5  | 1–3 | —   | –   |     |
| 5  | Gama Vĩnh Phúc               | 8  | 0 | 0 | 8 | 2  | 20 | −18 | 0  |                     | 0–3 | 0–2  | 0–2 | 1–3 | —   |     |

| Khánh Hòa                                                       | 0–0      | Bình Định                                   |
| --------------------------------------------------------------- | -------- | ------------------------------------------- |
| - Nguyễn Lê Tuấn (trợ lý HLV) 90+2' - Nguyễn Quốc Gia Huy 90+3' | Chi tiết | - Nguyễn Minh Hiếu 43' - Hà Huy Hoàng 90+3' |

| LPBank Hoàng Anh Gia Lai                                                    | 2–0      | Gama Vĩnh Phúc                                           |
| --------------------------------------------------------------------------- | -------- | -------------------------------------------------------- |
| - Hoàng Minh Tiến 16', 24' - Môi Sê 65' - Tô Minh Lộc 68' - Hồ Hải Long 74' | Chi tiết | - Đào Tấn Khanh 13' - Vũ Đinh Phong 14' - Đào Bá Huy 35' |

| Bình Định | 0–1      | LPBank Hoàng Anh Gia Lai |
| --------- | -------- | ------------------------ |
|           | Chi tiết | Nguyễn Minh Tâm 35'      |

| Kon Tum                   | 0–5      | Khánh Hòa |
| ------------------------- | -------- | --- |
| - Nguyễn Lê Trung Hải 16' | Chi tiết | - Phạm Minh Thành 47' - Nguyễn Tiến Vũ 49' - Phạm Huỳnh Minh Đạt 52' - Nguyễn Minh Khoa 74' - Nguyễn Quốc Gia Huy 83' - Nguyễn Hoàng Lâm 90+1' |

| Bình Định                                     | 2–0      | Kon Tum                               |
| --------------------------------------------- | -------- | ------------------------------------- |
| - Nguyễn Đình Bưởi 69' - Lê Văn Vinh 77', 85' | Chi tiết | - Trần Công Nin 26' - Lê Văn Phát 89' |

| Khánh Hòa                                                              | 3–0      | Gama Vĩnh Phúc     |
| ---------------------------------------------------------------------- | -------- | ------------------ |
| - Lê Hòa Thuận 28' 40' - Phạm Huỳnh Minh Đạt 42' - Phạm Minh Thành 56' | Chi tiết | - Vũ Đình Phong 8' |

| Kon Tum | 0–5      | LPBank Hoàng Anh Gia Lai                                                                                           |
| ------- | -------- | --- |
|         | Chi tiết | - Nguyễn Minh Tâm 26', 90' - Ngô Trung Thắng 28' - Nguyễn Bảo Đức 38' - Nguyễn Huy Hoàng 47' - Đinh Quang Kiệt 63' |

| Gama Vĩnh Phúc      | 0–2      | Bình Định                 |
| ------------------- | -------- | ------------------------- |
| - Lê Trung Quốc 41' | Chi tiết | - Nguyễn Gia Bảo 43', 50' |

| Gama Vĩnh Phúc          | 1–3      | Kon Tum                                                             |
| ----------------------- | -------- | ------------------------------------------------------------------- |
| - Nguyễn Tuấn Khanh 25' | Chi tiết | - Trương Duy Mạnh 33', 36' - A Đăng Khoa 76' - Phan Thành Vương 90' |

| LPBank Hoàng Anh Gia Lai        | 2–1      | Khánh Hòa                           |
| ------------------------------- | -------- | ----------------------------------- |
| Nguyễn Minh Tâm 9' (ph.đ.), 36' | Chi tiết | - Lê Hòa Thuận 52' - Thái Trọng 86' |

| Bình Định | 0–1      | Khánh Hòa                                                       |
| --------- | -------- | --------------------------------------------------------------- |
|           | Chi tiết | - Phạm Minh Thành 50' - Nguyễn Minh Khoa 86' - Thái Trọng 90+2' |

| Gama Vĩnh Phúc                                          | 0–3      | LPBank Hoàng Anh Gia Lai                                                                                 |
| ------------------------------------------------------- | -------- | --- |
| - Drong Phú Thiên Phước 90+2' - Nguyễn Tuấn Khanh 90+3' | Chi tiết | - Nguyễn Minh Tiến 40' - Nguyễn Bảo Đức 68' - Hoàng Minh Tiến 70' - Tô Minh Lộc 26' - Đinh Thế Chung 32' |

| LPBank Hoàng Anh Gia Lai                                                                       | 4–0      | Bình Định         |
| ---------------------------------------------------------------------------------------------- | -------- | ----------------- |
| - Nguyễn Tiến Nam 8' (ph.đ.) - Nguyễn Huy Hoàng 24' - Hoàng Minh Tiến 53' - Nguyễn Bảo Đức 79' | Chi tiết | Mai Việt Hoàng 7' |

| Khánh Hòa                                                                   | 4–2      | Kon Tum                                       |
| --------------------------------------------------------------------------- | -------- | --------------------------------------------- |
| - Phạm Huỳnh Minh Đạt 26', 65' - Phạm Minh Thành 30' - Võ Quốc Anh Khoa 78' | Chi tiết | - Trần Công Nin 50' - Nguyễn Công Vi Nhân 72' |

| Gama Vĩnh Phúc              | 0–2      | Khánh Hòa                |
| --------------------------- | -------- | ------------------------ |
| Hoàng Nguyễn Phương Nam 14' | Chi tiết | Phạm Minh Thành 33', 37' |

| Kon Tum                               | 1–3      | Bình Định                                                            |
| ------------------------------------- | -------- | -------------------------------------------------------------------- |
| - Trần Công Nin 7' - Tạ Quốc Thuận 8' | Chi tiết | - Nguyễn Đình Bưởi 9' 29' - Phan Phước Thanh 44' - Đỗ Nhật Khánh 46' |

| LPBank Hoàng Anh Gia Lai                                                                                | 3–0      | Kon Tum |
| --- | -------- | ------- |
| - Trần Gia Bảo 30' - Nguyễn Bảo Đức 33' - Hoàng Minh Tiến 89' - Cao Văn Lai 29' - Đinh Quang Kiệt 45+1' | Chi tiết |         |

| Bình Định                                                                           | 3–0      | Gama Vĩnh Phúc                     |
| ----------------------------------------------------------------------------------- | -------- | ---------------------------------- |
| - Nguyễn Gia Bảo 35' - Hà Huy Hoàng 44' - Nguyễn Huỳnh Lực 45' - Nguyễn Văn Chí 88' | Chi tiết | - Kros Y Hải 20' - Võ Quốc Anh 83' |

| Kon Tum                                       | 2–1      | Gama Vĩnh Phúc                                   |
| --------------------------------------------- | -------- | ------------------------------------------------ |
| - Trương Duy Mạnh 58', 61' - Mai Chí Hiếu 62' | Chi tiết | - Lê Viết Khải Hoàng 39' - Nguyễn Tiến Khanh 32' |

| Khánh Hòa                                                        | 2–2      | LPBank Hoàng Anh Gia Lai                         |
| ---------------------------------------------------------------- | -------- | ------------------------------------------------ |
| - Trần Huy Hoàng 45' - Nguyễn Tiến Vũ 87' - Nguyễn Chí Khang 72' | Chi tiết | - Nguyễn Quốc Quang Huy 26' - Nguyễn Bảo Đức 85' |

### Bảng E
Các trận đấu diễn ra tại Trung tâm huấn luyện và thi đấu thể dục thể thao tỉnh Bình Phước.
| VT | Đội            | ST | T | H | B | BT | BB | HS  | Đ  | Giành quyền tham dự |     | PYF | BPF | ĐLK | LĐF | TNF |
| -- | -------------- | -- | - | - | - | -- | -- | --- | -- | ------------------- | --- | --- | --- | --- | --- | --- |
| 1  | Phú Yên        | 8  | 5 | 3 | 0 | 14 | 3  | +11 | 18 | Vòng chung kết      |     | —   | 2–1 | 0–0 | 4–0 | 2–0 |
| 2  | Bình Phước (H) | 8  | 5 | 2 | 1 | 17 | 6  | +11 | 17 | Vòng chung kết      |     | 1–1 | —   | 2–2 | 2–1 | 4–0 |
| 3  | Đắk Lắk        | 8  | 3 | 2 | 3 | 12 | 16 | −4  | 11 |                     |     | 0–3 | 0–2 | —   | 2–0 | 3–2 |
| 4  | Lâm Đồng       | 8  | 3 | 0 | 5 | 13 | 13 | 0   | 9  |                     | 0–1 | 0–1 | 6–2 | —   | 2–0 |     |
| 5  | Tây Ninh       | 8  | 0 | 1 | 7 | 4  | 22 | −18 | 1  |                     | 1–1 | 0–4 | 0–3 | 1–3 | —   |     |

| Tây Ninh | 0–3      | Đắk Lắk |
| -------- | -------- | --- |
|          | Chi tiết | - Đặng Thế Sinh 9' - Nguyễn Hoàng Bá Vĩ 47' - Nguyễn Đình Huy 63' 90' - Nguyễn Văn Toàn 80' 89' - Nguyễn Nhất Minh 83' |

| Bình Phước              | 1–1      | Phú Yên                                   |
| ----------------------- | -------- | ----------------------------------------- |
| Nguyễn Lê Minh Hiếu 26' | Chi tiết | - Huỳnh Văn Mạnh 2' - Nguyễn Thanh Tú 84' |

| Lâm Đồng                                           | 2–0      | Tây Ninh                                       |
| -------------------------------------------------- | -------- | ---------------------------------------------- |
| - Hồ Quốc Cường 51' - K’Sa Ri Gân 64' - K’ Phú 82' | Chi tiết | - Lê Ngọc Tấn Quốc 59' - Nguyễn Thanh Sang 68' |

| Đắk Lắk                                                                    | 0–2      | Bình Phước |
| -------------------------------------------------------------------------- | -------- | --- |
| - Võ Thành Luân (HLV) 55' - Nguyễn Đình Huy 69' - Nguyễn Hoàng Bá Vĩ 90+5' | Chi tiết | - Trần Minh Toàn 31' - Nguyễn Đức Long 45+2' - Nguyễn Lê Minh Hiếu 60' - Đàm Trọng Phúc 63' - Lý Văn Tấn 65' - Hồ Văn Phú 78' - Đàm Trọng Phúc 87' |

| Đắk Lắk                                                                              | 2–1      | Lâm Đồng                              |
| ------------------------------------------------------------------------------------ | -------- | ------------------------------------- |
| - Hoàng Hữu 3' - Nguyễn Văn Toàn 32' - Đăng Huỳnh Văn An 45+1' - Trần Vinh Quang 75' | Chi tiết | - K’ Nhuến 68' 90+2' - Hồ Long Vũ 90' |

| Tây Ninh                                                                              | 1–1      | Phú Yên                                 |
| ------------------------------------------------------------------------------------- | -------- | --------------------------------------- |
| - Trần Văn Hào 60' - Nguyễn Thanh Sang 76' - Ngô Văn Siêm 85' - Trịnh Hoàng Kha 90+4' | Chi tiết | - Mai Gia Bảo 64' - Nguyễn Thanh Tú 85' |

| Phú Yên               | 0–0      | Đắk Lắk                |
| --------------------- | -------- | ---------------------- |
| - Trần Ngọc Tuyển 18' | Chi tiết | - Nguyễn Nhất Minh 51' |

| Lâm Đồng                               | 0–1      | Bình Phước                                                   |
| -------------------------------------- | -------- | ------------------------------------------------------------ |
| - Hồ Long Vũ 51' - Nguyễn Văn Đình 71' | Chi tiết | - Nguyễn Đức Lang 19' - Hồ Văn Phú 78' - Trần Quốc Khánh 82' |

| Phú Yên                                                                               | 4–0      | Lâm Đồng |
| ------------------------------------------------------------------------------------- | -------- | -------- |
| - Lê Tĩnh 63' - Mai Gia Bảo 67', 72' - Lê Nguyễn Nhật Trung 90+2' - Phạm Thành Dân 4' | Chi tiết |          |

| Bình Phước | 4–0      | Tây Ninh                                      |
| --- | -------- | --------------------------------------------- |
| - Trần Quốc Khánh 3' - Nguyễn Lê Minh Hiếu 55' - Trần Minh Tâm 87' - Điều Khuynh 90+1' - Đàm Trọng Phúc 33' - Lê Văn Hùng 62' - Đoàn Huy Nam 70' | Chi tiết | - Lê Ngọc Tấn Quốc 18' - Dương Quốc Khánh 71' |

| Đắk Lắk                                                                               | 3–2      | Tây Ninh |
| ------------------------------------------------------------------------------------- | -------- | --- |
| - Đặng Thế Sinh 49' - Nguyễn Hoàng Bá Vũ 62' - Nguyễn Duy Mạnh 66' - Trần Văn Hào 87' | Chi tiết | - Trần Quốc Thái 45+1', 81' - Ngô Văn Siêm 34' - Hồ Quốc Tân 90+4' - Đào Đình Huynh 87' - Trần Vinh Quang 87' |

| Phú Yên                                      | 2–1      | Bình Phước                                                  |
| -------------------------------------------- | -------- | ----------------------------------------------------------- |
| - Trần Ngọc Tuyển 60' - Đặng Quốc Tịch 90+5' | Chi tiết | - Lê Văn Hùng 45+2' - Nguyễn Tuấn Sang 62' - Hồ Văn Phú 66' |

| Bình Phước                                                                | 2–2      | Đắk Lắk |
| ------------------------------------------------------------------------- | -------- | --- |
| - Nguyễn Lê Minh Hiếu 54' - Đàm Trọng Phúc 79' - Lê Văn Hưng 56' Đắk Lắk: | Chi tiết | - Đặng Thế Sinh 27' - Nguyễn Trung Thành 89' - Nguyễn Đình Huy 44' - Nguyễn Nhất Minh 66' - Võ Thành Luân (HLV) 87' |

| Tây Ninh             | 1–3      | Lâm Đồng |
| -------------------- | -------- | --- |
| - Trần Quốc Thái 80' | Chi tiết | - Hồ Quốc Cương 18' - Nguyễn Thành Long 43' - K’ Phú 90' - Trương Hải Đăng 65' - Nguyễn Vĩnh Sơn (HLV) 82' - Nguyễn Đức Huy 90+2' |

| Phú Yên                | 2–0      | Tây Ninh           |
| ---------------------- | -------- | ------------------ |
| Đặng Quốc Tịch 4', 38' | Chi tiết | Ngô Văn Siêm 90+2' |

| Lâm Đồng | 6–2      | Đắk Lắk                                                                                     |
| --- | -------- | ------------------------------------------------------------------------------------------- |
| - K’Toán 14' - Lê Hoàng Luân 36' - Hồ Quốc Cường 50', 56' - Lê Nhật Anh 88' - Đặng Hữu Hoàng 90' - K’Să Ri Gân 41' - Trần Minh Quang 84' | Chi tiết | - Đặng Huỳnh Văn An 44' - Nguyễn Duy Mạnh 90+3' - Trần Vĩnh Hiếu 49' - Nguyễn Nhất Minh 85' |

| Bình Phước | 2–1      | Lâm Đồng                               |
| --- | -------- | -------------------------------------- |
| - Nguyễn Tuấn Sang 53' 90+4' - Điều Khuynh 90+6' - Trần Minh Toàn 24' 79' - Nguyễn Minh Hoàng (săn sóc viên) 65' - Nguyễn Đăng Huy Bảo 74' | Chi tiết | - Hồ Long Vũ 83' - Nguyễn Văn Đình 25' |

| Đắk Lắk                                      | 0–3      | Phú Yên                                                                                                 |
| -------------------------------------------- | -------- | --- |
| - Ngọc Văn Nam 26' - Ngô Hoàng Trung Anh 34' | Chi tiết | - Đặng Huỳnh Văn An 41' (l.n.) - Ngọc Văn Nam 70' (l.n.) - Huỳnh Ngọc Tấn Nam 83' - Nguyễn Thanh Tú 40' |

| Lâm Đồng | 0–1      | Phú Yên                                                                   |
| -------- | -------- | ------------------------------------------------------------------------- |
|          | Chi tiết | - Phạm Tường Quang 37' - Lê Nguyễn Nhật Trung 47' - Nguyễn Nhật Tín 90+4' |

| Tây Ninh                                  | 0–4      | Bình Phước                                                                          |
| ----------------------------------------- | -------- | ----------------------------------------------------------------------------------- |
| - Dương Quốc Khánh 72' - Rah Lan Dũng 82' | Chi tiết | - Hồ Hoàng Công 42', 66' - Hồ Văn Phú 72' - Đoàn Huy Nam 89' - Trần Phan Anh Tú 74' |

### Bảng F
Các trận đấu diễn ra tại sân vận động Tân Hưng, tỉnh Bà Rịa - Vũng Tàu.
| VT | Đội                   | ST | T | H | B | BT | BB | HS  | Đ  | Giành quyền tham dự |     | BFC | HCMC | LAF | BRVT | ĐNF |
| -- | --------------------- | -- | - | - | - | -- | -- | --- | -- | ------------------- | --- | --- | ---- | --- | ---- | --- |
| 1  | Becamex Bình Dương    | 8  | 6 | 0 | 2 | 14 | 7  | +7  | 18 | Vòng chung kết      |     | —   | 1–4  | 2–0 | 3–0  | 2–0 |
| 2  | Thành phố Hồ Chí Minh | 8  | 5 | 1 | 2 | 23 | 10 | +13 | 16 |                     |     | 2–1 | —    | 1–1 | 1–2  | 7–0 |
| 3  | Long An               | 8  | 3 | 2 | 3 | 14 | 13 | +1  | 11 |                     | 1–2 | 3–5 | —    | 3–1 | 3–2  |     |
| 4  | Bà Rịa – Vũng Tàu (H) | 8  | 3 | 2 | 3 | 9  | 12 | −3  | 11 |                     | 0–1 | 1–0 | 0–0  | —   | 2–2  |     |
| 5  | Đồng Nai              | 8  | 0 | 1 | 7 | 7  | 25 | −18 | 1  |                     | 0–2 | 1–3 | 0–3  | 2–3 | —    |     |

| Becamex Bình Dương                                                       | 2–0      | Đồng Nai                                    |
| ------------------------------------------------------------------------ | -------- | ------------------------------------------- |
| - Nguyễn Gia Đoàn 71' - Nguyễn Công Anh Kiệt 75' - Nguyễn Ngọc Chiến 79' | Chi tiết | - Võ Lâm Trường Tiến 78' - Võ Hoàng Huy 81' |

| Bà Rịa – Vũng Tàu                                                              | 1–0      | Thành phố Hồ Chí Minh  |
| ------------------------------------------------------------------------------ | -------- | ---------------------- |
| - Trần Trung Dũng 48' - Lê Dũng 75' - Ngô Hoàng Gia Huy 89' - Lê Đình Mạnh 88' | Chi tiết | - Nguyễn Quang Thế 67' |

| Long An                  | 1–2      | Becamex Bình Dương                                                                                 |
| ------------------------ | -------- | -------------------------------------------------------------------------------------------------- |
| - Võ Nguyễn Hữu Toàn 14' | Chi tiết | - Nguyễn Phương Khang 39' - Nguyễn Ngọc Chiến 74' - Hà Lê Thành Trung 86' - Nguyễn Đức Thành 90+4' |

| Đồng Nai | 2–3      | Bà Rịa – Vũng Tàu                                                                                      |
| --- | -------- | --- |
| - Văn Huỳnh Trung Khang 37' - Hà Lê Hữu Khánh 41' - Bùi Hoàng Bảo Ngọc 45+1' - Vũ Đăng Khoa 51' - Võ Hoàng Huy 73' | Chi tiết | - Ngô Hoàng Gia Huy 28', 89' 68' - Lê Dũng 42' - Võ Hoàng Huy 58' - Phạm Duy Long 76' - Lê Khả Đức 86' |

| Becamex Bình Dương | 1–4      | Thành phố Hồ Chí Minh                                                                 |
| ------------------ | -------- | ------------------------------------------------------------------------------------- |
| - Tô Vũ Sinh 5'    | Chi tiết | - Hoàng Lưu Trọng Nhân 39' - Nguyễn Quang Thế 47', 80' - Nguyễn Hoàng Minh Nhật 90+5' |

| Đồng Nai               | 0–3      | Long An |
| ---------------------- | -------- | --- |
| - P.Nguyễn Tấn Lộc 43' | Chi tiết | - Trần Thành Đạt 11', 45+2' - Nguyễn Như Ý 22' - Võ Quốc Thắng 23' - Trần Tuấn Khanh 43' - Huỳnh Anh Tuấn 85' - Nguyễn Nhật Qui 89' |

| Long An                                                                          | 3–1      | Bà Rịa – Vũng Tàu                        |
| -------------------------------------------------------------------------------- | -------- | ---------------------------------------- |
| - Nguyễn Như Ý 7', 32', 46' - Lê Đình Nguyên Giáp 77' - Đặng Huỳnh Quốc Thái 88' | Chi tiết | - Hồ Đức Tuấn 73' - Hoàng Trung Khải 71' |

| Thành phố Hồ Chí Minh | 7–0                     | Đồng Nai                |
| --- | ----------------------- | ----------------------- |
| - Nguyễn Quang Thế 8', 15' - Phan Văn Thành Đạt 30' - Trương Lĩnh Nam 50', 79' - Lê Bửu Quốc Anh 67' - Vương Tấn Phát 90+2' (ph.đ.) | Chi tiết Chi tiết (HFF) | - Trần Vũ Đại Dương 74' |

| Thành phố Hồ Chí Minh                       | 1–1      | Long An                  |
| ------------------------------------------- | -------- | ------------------------ |
| - Trần Minh Chiến 78' - Trương Trí Thiện 8' | Chi tiết | Bùi Nguyễn Chí Trung 27' |

| Bà Rịa – Vũng Tàu                         | 0–1      | Becamex Bình Dương                                                                 |
| ----------------------------------------- | -------- | ---------------------------------------------------------------------------------- |
| - Hồ Đức Tuấn 39' - Nguyễn Hồng Quang 86' | Chi tiết | - Đỗ Minh Thuận 42' (ph.đ.) - Nguyễn Hữu Hoài Phong 21' - Nguyễn Công Anh Kiệt 51' |

| Đồng Nai | 0–2      | Becamex Bình Dương                                |
| -------- | -------- | ------------------------------------------------- |
|          | Chi tiết | - Lương Gia Thành 10' - Nguyễn Hữu Hoài Phong 28' |

| Thành phố Hồ Chí Minh                  | 1–2      | Bà Rịa – Vũng Tàu         |
| -------------------------------------- | -------- | ------------------------- |
| - Phan Minh Ký 90' - Kim Nhật Linh 60' | Chi tiết | - Phạm Minh Quân 45', 54' |

| Becamex Bình Dương                             | 2–0      | Long An                                                          |
| ---------------------------------------------- | -------- | ---------------------------------------------------------------- |
| - Nguyễn Ngọc Chiến 23' - Mạch Hoàng Nghĩa 78' | Chi tiết | - Võ Quốc Thắng 45' - Nguyễn Thanh Tùng 45+1' - Hồ Thành Đạt 87' |

| Bà Rịa – Vũng Tàu                                                  | 2–2      | Đồng Nai                                           |
| ------------------------------------------------------------------ | -------- | -------------------------------------------------- |
| - Lê Dũng 23' - Nguyễn Hồng Quang 90+5' 79' - Nguyễn Văn Nghĩa 38' | Chi tiết | - Văn Huỳnh Trung Khang 35' - Vũ Đức Huy 88' 90+5' |

| Long An                                                                       | 3–2      | Đồng Nai                                                                |
| ----------------------------------------------------------------------------- | -------- | ----------------------------------------------------------------------- |
| - Nguyễn Như Ý 51' - Bùi Nguyễn Chí Trung 58', 76' - Võ Phương Thành Phúc 26' | Chi tiết | - Hoàng Trọng Huy 43' - Hà Lê Hữu Khánh 90+2' - Trần Vũ Đại Dương 45+2' |

| Thành phố Hồ Chí Minh                                                                | 2–1      | Becamex Bình Dương                                                                                 |
| ------------------------------------------------------------------------------------ | -------- | -------------------------------------------------------------------------------------------------- |
| - Trương Nguyên Long 57' - Nguyễn Anh Minh 90+4' - Trần Mạnh Hùng 77' - Trần Sơn 88' | Chi tiết | - Nguyễn Ngọc Chiến 83' - Nguyễn Phạm Đăng Khoa 22' - Tô Vũ Sinh 64' - Nguyễn Quốc Tuấn (GĐKT) 85' |

| Đồng Nai                                                                  | 1–3      | Thành phố Hồ Chí Minh                                                                   |
| ------------------------------------------------------------------------- | -------- | --------------------------------------------------------------------------------------- |
| - Nguyễn Hoàng Việt 21' - Võ Lâm Trường Tiến 39' - Bùi Hoàng Bảo Ngọc 75' | Chi tiết | - Nguyễn Anh Minh 55' - Trương Nguyên Long 57' - Phan Minh Kỳ 77' - Trần Quang Minh 53' |

| Bà Rịa – Vũng Tàu | 0–0      | Long An                   |
| ----------------- | -------- | ------------------------- |
| - Lê Khả Đức 63'  | Chi tiết | - Lê Đình Nguyên Giáp 21' |

| Long An                                                         | 3–5      | Thành phố Hồ Chí Minh                                                                                      |
| --------------------------------------------------------------- | -------- | --- |
| - Nguyễn Như Ý 45' - Trần Thành Đạt 77' - Nguyễn Thanh Tùng 90' | Chi tiết | - Trần Minh Chiến 10' - Nguyễn Quang Thế 36' - Phan Văn Thành Đạt 60' - Trần Sơn 64', 80' - Mã Anh Hào 63' |

| Becamex Bình Dương | 3–0      | Bà Rịa – Vũng Tàu |
| --- | -------- | ----------------- |
| - Nguyễn Hữu Hoài Phong 6' - Nguyễn Đăng Dương 69' - Nguyễn Đức Thành 87' - Nguyễn Ngọc Chiến 52' - Lâm Trần Lê Vĩ 90+3' | Chi tiết |                   |

### Bảng G
Các trận đấu diễn ra tại Trung tâm Đào tạo - Huấn luyện và Thi đấu Thể dục thể thao tỉnh Tiền Giang.
| VT | Đội            | ST | T | H | B | BT | BB | HS  | Đ  | Giành quyền tham dự |     | ĐTF | TGF | AGF | CTF | VLF |
| -- | -------------- | -- | - | - | - | -- | -- | --- | -- | ------------------- | --- | --- | --- | --- | --- | --- |
| 1  | Đồng Tháp      | 8  | 4 | 3 | 1 | 8  | 5  | +3  | 15 | Vòng chung kết      |     | —   | 0–1 | 2–1 | 1–0 | 0–0 |
| 2  | Tiền Giang (H) | 8  | 3 | 3 | 2 | 12 | 9  | +3  | 12 |                     |     | 1–1 | —   | 0–1 | 0–3 | 3–0 |
| 3  | An Giang       | 8  | 3 | 2 | 3 | 12 | 8  | +4  | 11 |                     | 0–1 | 2–2 | —   | 2–0 | 5–1 |     |
| 4  | Cần Thơ        | 8  | 3 | 2 | 3 | 13 | 7  | +6  | 11 |                     | 1–2 | 0–0 | 1–1 | —   | 3–0 |     |
| 5  | Vĩnh Long      | 8  | 1 | 2 | 5 | 6  | 22 | −16 | 5  |                     | 1–1 | 0–4 | 1–0 | 1–5 | —   |     |

1. 1 2  Điểm đối đầu: An Giang 4, Cần Thơ 1.

| Cần Thơ                        | 1–1      | An Giang                                                             |
| ------------------------------ | -------- | -------------------------------------------------------------------- |
| - Trần Hữu Lộc 64' 81' (ph.đ.) | Chi tiết | - Nguyễn Thái Tiến 7' - Cẩm Lê Phi Long 85' - Trương Văn Trung 90+3' |

| Tiền Giang                              | 1–1      | Đồng Tháp                                                                                           |
| --------------------------------------- | -------- | --------------------------------------------------------------------------------------------------- |
| - Nguyễn Minh Trí 32' - Văn Tấn Lộc 80' | Chi tiết | - Bùi Quốc Duy 37' - Nguyễn Hoàng Tâm 57' - Cao Hoàng Hải 65' (ph.đ.) - Thạch Nguyễn Hoàng Hùng 80' |

| Vĩnh Long                                                                      | 1–5      | Cần Thơ |
| ------------------------------------------------------------------------------ | -------- | --- |
| - Nguyễn Minh Nhựt 1' - Trần Hữu Lộc 35' - Phạm Anh Duy 45+1' - Lê Tấn Tài 75' | Chi tiết | - Nguyễn Thanh Phong 13' - Nguyễn Hữu Luân 29', 84' - Phùng Quốc Huy 41' - Phạm Thành Danh 52', 71' - Nguyễn Quốc Đạt 54' |

| An Giang                                                                                   | 2–2      | Tiền Giang                                                        |
| ------------------------------------------------------------------------------------------ | -------- | ----------------------------------------------------------------- |
| - Bùi Hữu Vị 18' 41' - Hồ Thanh Phong 72' - Nguyễn Nhật Trường 89' - Nguyễn Phúc Hậu 90+3' | Chi tiết | - Nguyễn Chí Hào 69' - Văn Tấn Lộc 85' - Tống Hồ Trung Hiếu 90+3' |

| Cần Thơ | 1–2      | Đồng Tháp                                                                                   |
| --- | -------- | ------------------------------------------------------------------------------------------- |
| - Nguyễn Quốc Đạt 19' - Phùng Quốc Huy 29' - Võ Anh Quốc 88' - Nguyễn Hữu Luân 73' 88' - Phạm Quang Sáng 90+1' | Chi tiết | - Lại Văn Chí Kiệt 18' 27' - Võ Quốc Trung 55' - Cao Hoàng Hải 72' - Nguyễn Hữu Thiện 90+4' |

| An Giang                                                                  | 5–1      | Vĩnh Long         |
| ------------------------------------------------------------------------- | -------- | ----------------- |
| - Nguyễn Thái Tiến 2', 18', 58' - Trương Văn Trung 45+3' - Bùi Hữu Vị 78' | Chi tiết | Hà Hoàng Danh 77' |

| Đồng Tháp | 2–1      | An Giang                |
| --- | -------- | ----------------------- |
| - Nguyễn Hữu Thiện 28' - Nguyễn Võ Phú Cường 38' - Thạch Nguyễn Hoàng Hùng 18' - Ngô Phạm Nhật Huy 57' - Nguyễn Thế Vinh 90' | Chi tiết | - Quán Vi Thích 80' 81' |

| Vĩnh Long              | 2–5      | Tiền Giang                                                                                          |
| ---------------------- | -------- | --------------------------------------------------------------------------------------------------- |
| Hà Hoàng Danh 74', 88' | Chi tiết | - Trần Thanh Phong 11', 46' - Trần Duy Quan 17' - Trương Huỳnh Phú 34' - Trần Nguyễn Xuân Thịnh 85' |

| Đồng Tháp             | 0–0      | Vĩnh Long                                                    |
| --------------------- | -------- | ------------------------------------------------------------ |
| - Võ Quốc Trung 90+5' | Chi tiết | - Nguyễn Trí Danh 17' - Nguyễn Sơn Kiệt 57' - Lê Đức Huy 90' |

| Tiền Giang                                     | 0–3      | Cần Thơ |
| ---------------------------------------------- | -------- | --- |
| - Trần Phạm Đức Tài 20' - Trần Thanh Phong 69' | Chi tiết | - Nguyễn Thanh Phong 17' - Nguyễn Hữu Luân 21', 37' 23' - Trương Hoàng Nam 67' 69' - Phạm Đăng Quý 73' - Nguyễn Hoàng Anh 82' |

| An Giang                                                                   | 2–0      | Cần Thơ                                    |
| -------------------------------------------------------------------------- | -------- | ------------------------------------------ |
| - Trương Văn Trung 61' 86' - Nguyễn Thái Tiến 90+4' - Nguyễn Hoài Minh 52' | Chi tiết | - Phùng Quốc Huy 25' - Phó Trường Phát 29' |

| Đồng Tháp            | 0–1      | Tiền Giang                   |
| -------------------- | -------- | ---------------------------- |
| - Lê Huỳnh Triệu 72' | Chi tiết | Trần Nguyễn Xuân Thịnh 90+3' |

| Cần Thơ | 3–0      | Vĩnh Long          |
| --- | -------- | ------------------ |
| - Nguyễn Hoài Minh Triết 27' - Phạm Minh Trung 71' - Phạm Thành Danh 88' - Nguyễn Thanh Phong 29' - Trần Hữu Lộc 45+2' | Chi tiết | - Phạm Anh Duy 65' |

| Tiền Giang                                                           | 0–1      | An Giang                                                                                                  |
| -------------------------------------------------------------------- | -------- | --- |
| - Huỳnh Văn Tươi (HLV) 58' - Trương Hùng Phú 69' - Trần Duy Quan 72' | Chi tiết | - Trương Văn Trung 8' - Nguyễn Phúc Hậu 31' - Quán Vi Thích 69' - Lê Quốc Lược 70' - Nguyễn Hoài Minh 87' |

| Vĩnh Long                                                                  | 1–0      | An Giang           |
| -------------------------------------------------------------------------- | -------- | ------------------ |
| - Nguyễn Sơn Kiệt 37' 45+3' - Huỳnh Nhật Thành 80' - Dương Sỹ Hoàng 90+3'′ | Chi tiết | - Lê Quốc Lược 36' |

| Đồng Tháp                                                                                | 1–0      | Cần Thơ               |
| ---------------------------------------------------------------------------------------- | -------- | --------------------- |
| - Lê Huỳnh Triệu 3' - Bùi Quốc Duy 45+2' - Nguyễn Hũu Thiện 74' 90+4' - Lê Tuấn Minh 83' | Chi tiết | - Nguyễn Vũ Khang 52' |

| An Giang                  | 0–1      | Đồng Tháp                                   |
| ------------------------- | -------- | ------------------------------------------- |
| - Trương Lê Minh Nhật 11' | Chi tiết | - Đoàn Quốc Huy 53' - Nguyễn Tiến Đạt 90+4' |

| Tiền Giang | 3–0      | Vĩnh Long |
| ---------- | -------- | --------- |
|            | Chi tiết |           |

| Vĩnh Long                                           | 1–1      | Đồng Tháp                                     |
| --------------------------------------------------- | -------- | --------------------------------------------- |
| - Nguyễn Hoàng Tâm 60' (l.n.) - Nguyễn Sơn Kiệt 73' | Chi tiết | - Nguyễn Hữu Thiện 87' - Đinh Tấn Hoà Nhã 73' |

| Cần Thơ                                                              | 0–0      | Tiền Giang            |
| -------------------------------------------------------------------- | -------- | --------------------- |
| - Nguyễn Quốc Đạt 51' 78' - Trần Hữu Lộc 53' - Nguyễn Vũ Khang 90+4' | Chi tiết | - Trương Hùng Phú 71' |

### Xếp hạng các đội nhì bảng đấu
Với việc Becamex Bình Dương được chọn làm chủ nhà của giải đấu, năm đội xếp thứ nhì có thành tích tốt nhất sẽ giành quyền tham dự vòng chung kết.
| VT | Bg | Đội                   | ST | T | H | B | BT | BB | HS  | Đ  | Giành quyền tham dự |
| -- | -- | --------------------- | -- | - | - | - | -- | -- | --- | -- | ------------------- |
| 1  | A  | Hà Nội                | 8  | 6 | 1 | 1 | 28 | 6  | +22 | 19 | Vòng chung kết      |
| 2  | B  | Đông Á Thanh Hóa      | 8  | 6 | 1 | 1 | 25 | 9  | +16 | 19 | Vòng chung kết      |
| 3  | C  | Huế                   | 8  | 5 | 2 | 1 | 22 | 7  | +15 | 17 | Vòng chung kết      |
| 4  | D  | Khánh Hòa             | 8  | 5 | 2 | 1 | 18 | 6  | +12 | 17 | Vòng chung kết      |
| 5  | E  | Bình Phước            | 8  | 5 | 2 | 1 | 17 | 6  | +11 | 17 | Vòng chung kết      |
| 6  | F  | Thành phố Hồ Chí Minh | 8  | 5 | 1 | 2 | 23 | 10 | +13 | 16 |                     |
| 7  | G  | Tiền Giang            | 8  | 3 | 3 | 2 | 12 | 9  | +3  | 12 |                     |

## Cầu thủ ghi bàn
Đã có 483 bàn thắng ghi được trong 140 trận đấu, trung bình 3.45 bàn thắng mỗi trận đấu.
7 bàn thắng
- Bùi Hoàng Sơn (PVF)

6 bàn thắng
- Lê Văn Thuận (Đông Á Thanh Hóa)
- Phạm Minh Thành (Khánh Hòa)
- Nguyễn Như Ý (Long An)
- Hoàng Minh Tiến (LPBank Hoàng Anh Gia Lai)
- Trịnh Long Vũ (PVF–CAND)
- Lê Đình Long Vũ (Sông Lam Nghệ An)

5 bàn thắng
- Nguyễn Hữu Luân (Cần Thơ)
- Dương Đình Nguyên (Hà Nội)
- Nguyễn Quang Thế (Thành phố Hồ Chí Minh)
- Nguyễn Bảo Đức (LPBank Hoàng Anh Gia Lai)
- Nguyễn Minh Tâm (LPBank Hoàng Anh Gia Lai)
- Tạ Xuân Trường (Nam Định)
- Phùng Văn Nam (Sông Lam Nghệ An)
- Nguyễn Trọng Sơn (Sông Lam Nghệ An)
- Phạm Anh Tú (Thể Công – Viettel)

4 bàn thắng
- Nguyễn Thái Tiến (An Giang)
- Trương Văn Trung (An Giang)
- Nguyễn Ngọc Chiến (Becamex Bình Dương)
- Nguyễn Hiền Lương (Công an Hà Nội)
- Hà Văn Kiệt (Đông Á Thanh Hóa)
- Lê Trí Phong (Hà Nội)
- Nguyễn Anh Tiệp (Hà Nội)
- Dương Anh Vũ (Huế)
- Phạm Huỳnh Minh Đạt (Khánh Hòa)
- Trương Duy Mạnh (Kon Tum)
- Hồ Quốc Cường (Lâm Đồng)
- Nguyễn Trọng Đức Vũ (PVF)
- Huỳnh Kim Huy (Thể Công – Viettel)

3 bàn thắng
- Nguyễn Gia Bảo (Bình Định)
- Nguyễn Lê Minh Hiếu (Bình Phước)
- Phạm Thành Danh (Cần Thơ)
- Đặng Thế Sinh (Đắk Lắk)
- Lê Bá Nam (Đông Á Thanh Hóa)
- Nguyễn Thiên Phú (Hà Nội)
- Đào Quốc Long (Huế)
- Nguyễn Đăng Khoa (Huế)
- Bùi Nguyễn Chí Trung (Long An)
- Trần Thành Đạt (Long An)
- Mai Gia Bảo (Phú Yên)
- Đặng Quốc Tịch (Phú Yên)
- Đào Quang Anh (PVF)
- Nguyễn Sỹ Mạnh Dũng (PVF)
- Nguyễn Lê Phát (PVF)
- Trần Quốc Thái (Tây Ninh)
- Hoàng Công Hậu (Thể Công – Viettel)
- Nguyễn Hoàng Khanh (Thể Công – Viettel)
- Đoàn Thế Phong (Thể Công – Viettel)
- Nguyễn Công Phương (Thể Công – Viettel)
- Trần Nguyễn Xuân Thịnh (Tiền Giang)
- Hà Hoàng Danh (Vĩnh Long)

2 bàn thắng
- Bùi Hữu Vị (An Giang)

- Ngô Hoàng Gia Huy (Bà Rịa – Vũng Tàu)
- Lê Dũng (Bà Rịa – Vũng Tàu)
- Phạm Minh Quân (Bà Rịa – Vũng Tàu)

- Nguyễn Hữu Hoài Phong (Becamex Bình Dương)
- Lê Văn Vinh (Bình Định)

- Trần Minh Toàn (Bình Phước)
- Trần Quốc Khánh (Bình Phước)
- Đàm Trọng Phúc (Bình Phước)
- Điều Khuynh (Bình Phước)
- Hồ Hoàng Công (Bình Phước)

- Nguyễn Thanh Phong (Cần Thơ)

- Nguyễn Văn Toàn (Đắk Lắk)
- Nguyễn Duy Mạnh (Đắk Lắk)

- Nguyễn Trọng Đại Nghĩa (Đông Á Thanh Hóa)
- Nguyễn Ngọc Cường (Đông Á Thanh Hóa)
- Trần Quang Vinh (Đông Á Thanh Hóa)
- Lê Văn Hoàn (Đông Á Thanh Hóa)
- Hà Duy Khánh (Đông Á Thanh Hóa)

- Văn Huỳnh Trung Khang (Đồng Nai)

- Cao Hoàng Hải (Đồng Tháp)
- Nguyễn Hữu Thiện (Đồng Tháp)

- Nguyễn Xuân Toàn (Hà Nội)
- Hoàng Văn Tuyến (Hà Nội)
- Nguyễn Cảnh Tài (Hà Nội)

- Nguyễn Quang Lê (Hồng Lĩnh Hà Tĩnh)

- Lê Xuân Đăng (Huế)
- Võ Văn Tuấn Kiệt (Huế)
- Trương Quang Hoàn (Huế)

- Lê Hòa Thuận (Khánh Hòa)
- Nguyễn Tiến Vũ (Khánh Hòa)

- Trần Công Nin (Kon Tum)

- K’ Phú (Lâm Đồng)

- Nguyễn Huy Hoàng (LPBank Hoàng Anh Gia Lai)

- Trần Văn Hà (Nam Định)
- Vũ Hải Đăng (Nam Định)
- Ngô Văn Tráng (Nam Định)

- Trần Gia Hưng (PVF)
- Khúc Trọng Hiếu (PVF)
- Lê Ngọc Hưng (PVF)
- Lê Nguyễn Quốc Trung (PVF)

- Hoàng Trọng Duy Khang (PVF–CAND)
- Nguyễn Đức Nhật (PVF–CAND)
- Trần Hoàng Khanh (PVF–CAND)
- Phạm Lê Triệu (PVF–CAND)

- Nguyễn Đức Trường (Quảng Nam)
- Trần Thanh Bình (Quảng Nam)
- Lê Văn Quang Duyệt (Quảng Nam)

- Nguyễn Công Tuấn Anh (SHB Đà Nẵng)
- Dương Ngọc Diễn (SHB Đà Nẵng)

- Nguyễn Văn Linh (Sông Lam Nghệ An)

- Trần Minh Chiến (Thành phố Hồ Chí Minh)
- Trương Lĩnh Nam (Thành phố Hồ Chí Minh)
- Phan Văn Thành Đạt (Thành phố Hồ Chí Minh)
- Phan Minh Kỳ (Thành phố Hồ Chí Minh)
- Trương Nguyên Long (Thành phố Hồ Chí Minh)
- Nguyễn Anh Minh (Thành phố Hồ Chí Minh)
- Trần Sơn (Thành phố Hồ Chí Minh)

- Phạm Xuân Thắng (Thể Công – Viettel)
- Vũ Đình Chiến (Thể Công – Viettel)
- Đặng Thanh Bình (Thể Công – Viettel)
- Nguyễn Minh Kỳ (Thể Công – Viettel)
- Tiêu Trung Hiếu (Thể Công – Viettel)

- Trần Thanh Phong (Tiền Giang)
- Trương Hùng Phú (Tiền Giang)

1 bàn thắng
- Nguyễn Phúc Hậu (An Giang)
- Quán Vi Thích (An Giang)
- Lê Đình Mạnh (Bà Rịa – Vũng Tàu)
- Nguyễn Hồng Quang (Bà Rịa – Vũng Tàu)
- Hồ Đức Tuấn (Bà Rịa – Vũng Tàu)
- Nguyễn Đăng Dương (Becamex Bình Dương)
- Nguyễn Gia Đoàn (Becamex Bình Dương)
- Nguyễn Phương Khang (Becamex Bình Dương)
- Mạch Hoàng Nghĩa (Becamex Bình Dương)
- Tô Vũ Sinh (Becamex Bình Dương)
- Lương Gia Thành (Becamex Bình Dương)
- Nguyễn Đức Thành (Becamex Bình Dương)
- Đỗ Minh Thuận (Becamex Bình Dương)
- Nguyễn Đình Bưởi (Bình Định)
- Phan Phước Thanh (Bình Định)
- Đỗ Nhật Khánh (Bình Định)
- Hà Huy Hoàng (Bình Định)
- Nguyễn Huỳnh Lực (Bình Định)
- Lê Văn Hùng (Bình Phước)
- Đoàn Huy Nam (Bình Phước)
- Hồ Văn Phú (Bình Phước)
- Nguyễn Tuấn Sang (Bình Phước)
- Trần Hữu Lộc (Cần Thơ)
- Nguyễn Hoài Minh Triết (Cần Thơ)
- Phạm Minh Trung (Cần Thơ)
- Nguyễn Đức Hùng (Công an Hà Nội)
- Giang Đức Quyền (Công an Hà Nội)
- Nguyễn Anh Đức (Công an Hà Nội)
- Nguyễn Quý Việt (Công an Hà Nội)
- Đặng Huỳnh Văn An (Đắk Lắk)
- Nguyễn Đình Huy (Đắk Lắk)
- Hoàng Hữu (Đắk Lắk)
- Nguyễn Trung Thành (Đắk Lắk)
- Nguyễn Hoàng Bá Vĩ (Đắk Lắk)
- Nguyễn Văn Nguyên (Đông Á Thanh Hóa)
- Hoàng Anh Tú (Đông Á Thanh Hóa)
- Hoàng Trọng Huy (Đồng Nai)
- Vũ Đức Huy (Đồng Nai)
- Hà Lê Hữu Khánh (Đồng Nai)
- Vũ Đăng Khoa (Đồng Nai)
- Nguyễn Hoàng Việt (Đồng Nai)
- Nguyễn Võ Phú Cường (Đồng Tháp)
- Đoàn Quốc Huy (Đồng Tháp)
- Lại Văn Chí Kiệt (Đồng Tháp)
- Lê Huỳnh Triệu (Đồng Tháp)
- Nguyễn Tuấn Khanh (Gama Vĩnh Phúc)
- Lê Viết Khải Hoàng (Gama Vĩnh Phúc)
- Đăng Gia Bảo (Hà Nội)
- Nguyễn Bá Dũng (Hà Nội)
- Nguyễn Hữu Hoàng (Hà Nội)
- Nguyễn Quốc Khánh (Hà Nội)
- Trần Văn Vẫn (Hà Nội)
- Lê Sinh Hùng (Hồng Lĩnh Hà Tĩnh)
- Nguyễn Duy Khánh (Hồng Lĩnh Hà Tĩnh)
- Nguyễn Huy Hoàng Phú (Hồng Lĩnh Hà Tĩnh)
- Đăng Đức Quang (Hồng Lĩnh Hà Tĩnh)
- Tăng Ngọc Quân (Hồng Lĩnh Hà Tĩnh)
- Hồ Thanh Tuấn Anh (Huế)
- Bùi Công Chinh (Huế)
- Mai Xuân Sơn (Huế)
- Vi Đình Thượng (Huế)
- Lê Xuân Tú (Huế)
- Trần Duy Hoàng (Khánh Hòa)
- Nguyễn Quốc Gia Huy (Khánh Hòa)
- Nguyễn Minh Khoa (Khánh Hòa)
- Võ Quốc Anh Khoa (Khánh Hòa)
- A Đăng Khoa (Kon Tum)
- Nguyễn Công Vi Nhân (Kon Tum)
- Lê Nhật Anh (Lâm Đồng)
- Đặng Hữu Hoàng (Lâm Đồng)
- K’ Nhuến (Lâm Đồng)
- K’ Toán (Lâm Đồng)
- Nguyễn Thành Long (Lâm Đồng)
- Lê Hoàng Luân (Lâm Đồng)
- Hồ Long Vũ (Lâm Đồng)
- Võ Nguyễn Hữu Toàn (Long An)
- Nguyễn Thanh Tùng (Long An)
- Trần Gia Bảo (LPBank Hoàng Anh Gia Lai)
- Nguyễn Quốc Quang Huy (LPBank Hoàng Anh Gia Lai)
- Nguyễn Tiến Nam (LPBank Hoàng Anh Gia Lai)
- Ngô Trung Thắng (LPBank Hoàng Anh Gia Lai)
- Đinh Văn Bắc (Nam Định)
- Lê Nam Long (Nam Định)
- Trần Văn Thành (Nam Định)
- Đỗ Xuân Tiến (Nam Định)
- Nguyễn Tiến Việt (Nam Định)
- Huỳnh Văn Mạnh (Phú Yên)
- Huỳnh Ngọc Tấn Nam (Phú Yên)
- Phạm Tường Quang (Phú Yên)
- Lê Tĩnh (Phú Yên)
- Lê Nguyễn Nhật Trung (Phú Yên)
- Trần Ngọc Tuyển (Phú Yên)
- Nguyễn Văn Bách (PVF)
- Lê Thắng Long (PVF)
- Lê Minh Nhật (PVF)
- Nguyễn Quốc Toản (PVF)
- Phùng Quang Tú (PVF)
- Bùi Duy Đăng (PVF–CAND)
- Lê Anh Đức (PVF–CAND)
- Nguyễn Khánh Hoàng (PVF–CAND)
- Đỗ Thành Trung (PVF–CAND)
- Lê Tuấn Anh (Quảng Nam)
- Hồ Việt Hưng (Quảng Nam)
- Nguyễn Hoàng Khang (Quảng Nam)
- Võ Minh Quang (Quảng Nam)
- Trần Việt Quốc (Quảng Nam)
- Nguyễn Bá Thanh (Quảng Nam)
- Nguyễn Nhật Toàn (Quảng Nam)
- Nguyễn Phú Anh Tuấn (Quảng Nam)
- Nguyễn Xuân Việt (Quảng Nam)
- Huỳnh Minh Anh (SHB Đà Nẵng)
- Nguyễn Văn Kì (SHB Đà Nẵng)
- Nguyễn Văn Nam (SHB Đà Nẵng)
- Trần Trương Gia Phúc (SHB Đà Nẵng)
- Nguyễn Văn Chánh Quyền (SHB Đà Nẵng)
- Lê Nguyễn Văn Thọ (SHB Đà Nẵng)
- Mai Quốc Tú (SHB Đà Nẵng)
- Bùi Thanh Đức (Sông Lam Nghệ An)
- Trần Quốc Hòa (Sông Lam Nghệ An)
- Bùi Quốc Huy (Sông Lam Nghệ An)
- Phạm Nguyễn Quốc Trung (Sông Lam Nghệ An)
- Trương Văn Tuyển (Sông Lam Nghệ An)
- Trịnh Hoàng Kha (Tây Ninh)
- Lê Bửu Quốc Anh (Thành phố Hồ Chí Minh)
- Hoàng Lưu Trọng Nhân (Thành phố Hồ Chí Minh)
- Nguyễn Hoàng Minh Nhật (Thành phố Hồ Chí Minh)
- Vương Tấn Phát (Thành phố Hồ Chí Minh)
- Phạm Tuấn Anh (Thể Công – Viettel)
- Vũ Quốc Anh (Thể Công – Viettel)
- Nguyễn Quang Linh (Thể Công – Viettel)
- Nguyễn Chí Hào (Tiền Giang)
- Lê Trung Hậu (Tiền Giang)
- Văn Tấn Lộc  (Tiền Giang)
- Trần Duy Quan (Tiền Giang)
- Nguyễn Minh Trí (Tiền Giang)
- Lê Công Dương (Trung tâm bóng đá Đào Hà)
- Trần Đăng Nghiệp (Trung tâm bóng đá Đào Hà)
- Nguyễn Sơn Kiệt (Vĩnh Long)
- Nguyễn Minh Nhựt (Vĩnh Long)

1 bàn phản lưới nhà
- Trịnh Long Vũ (PVF–CAND) - trận gặp Thể Công – Viettel
- Nguyễn Minh Tuấn (SHB Đà Nẵng) - trận gặp Huế
- Bạch Văn Chiến (Sông Trà Quảng Ngãi) - trận gặp Huế
- Đặng Huỳnh Văn An (Đắk Lắk) - trận gặp Phú Yên
- Ngọc Văn Nam (Đắk Lắk) - trận gặp Phú Yên
- Bùi Đức Vinh Quang (Nam Định) - trận gặp Hà Nội
- Lê Nguyễn Quốc Trung (PVF) - trận gặp Công an Hà Nội
- Nguyễn Hoàng Tâm (Đồng Tháp) - trận gặp Vĩnh Long

## Các đội vượt qua vòng loại
Dưới đây là các đội đã vượt qua vòng loại để thi đấu tại vòng chung kết Giải bóng đá Vô địch U-19 Quốc gia 2024.

| Câu lạc bộ               | Tư cách vượt qua vòng loại      | Ngày vượt qua vòng loại |
| ------------------------ | ------------------------------- | ----------------------- |
| Becamex Bình Dương       | Chủ nhà/Nhất bảng F             | 16 tháng 1 năm 2024     |
| LPBank Hoàng Anh Gia Lai | Nhất bảng D                     | 22 tháng 1 năm 2024     |
| PVF                      | Nhất bảng B                     | 27 tháng 1 năm 2024     |
| Sông Lam Nghệ An         | Nhất bảng C                     | 29 tháng 1 năm 2024     |
| Đông Á Thanh Hóa         | Nhì bảng B/Nhì bảng tốt thứ hai | 29 tháng 1 năm 2024     |
| Thể Công – Viettel       | Nhất bảng A                     | 29 tháng 1 năm 2024     |
| Hà Nội                   | Nhì bảng A/Nhì bảng tốt nhất    | 29 tháng 1 năm 2024     |
| Khánh Hòa                | Nhì bảng D/Nhì bảng tốt thứ tư  | 29 tháng 1 năm 2024     |
| Huế                      | Nhì bảng C/Nhì bảng tốt thứ ba  | 29 tháng 1 năm 2024     |
| Phú Yên                  | Nhất bảng E                     | 29 tháng 1 năm 2024     |
| Bình Phước               | Nhì bảng E/Nhì bảng tốt thứ năm | 29 tháng 1 năm 2024     |
| Đồng Tháp                | Nhất bảng G                     | 29 tháng 1 năm 2024     |